# Erioderus mimicus
Erioderus mimicus là một loài bọ cánh cứng trong họ Cerambycidae.